# Wolfgang Fauter
Wolfgang Fauter (* 1952 in Stuttgart) ist ein ehemaliger deutscher Manager im Versicherungsbereich. Er stand im Mittelpunkt der Auseinandersetzungen um die Auflösung des Deutschen Rings, den er seit 1998 als Vorstandsvorsitzender geleitet hatte.

## Werdegang
Fauter absolvierte als Sohn des Vorstandsvorsitzenden einer Volksbank eine Bankbetriebslehre, ehe er Betriebswirtschaftslehre studierte. 1977 schloss er sich der R+V Versicherung als Außendienstmitarbeiter im Vertrieb in der Bezirksdirektion Karlsruhe an und stieg innerhalb von zwei Jahren zum Geschäftsführer der Bezirksdirektion auf. 1981 wechselte er in die Firmenzentrale nach Wiesbaden in den Innendienst, 1984 wurde er Abteilungsleiter für die Kraftfahrtversicherung.
Im Frühjahr 1988 wechselte Fauter als Ressortleiter für „Technik“ ins Direktorium der Winterthur Versicherungen, der in München sitzenden Deutschlandtochter der Winterthur Group. Später rückte er zum Vorstandsvorsitzenden auf. Im Zuge des Zusammenschlusses mit der Schwestergesellschaft Deutsche Beamten-Versicherung zur DBV-Winterthur Holding 1995 übernahm er dort als Vorstandsmitglied das Schadenversicherungsressort.
Im Sommer 1995 verließ Fauter DBV-Winterthur und wechselte als Vorstandsmitglied für Vertrieb und Marketing zur Volksfürsorge. Aufgrund undurchsichtiger Finanzierungsmodelle im Versicherungsmantel leitete das Bundesaufsichtsamt für das Versicherungswesen ein Verfahren gegen die Gesellschaft ein, bei dem Fauter neben dem Vorstandsvorsitzenden Hans Jäger und zwei weiteren Vorstandsmitgliedern Bußgeldbescheide erhielten. Im April 1998 rückte er zusätzlich in den Vorstand der übergreifenden Holdinggesellschaft der Volksfürsorge auf.
Im Sommer 1998 wurde Fauter mit Wirken zum 15. Oktober als Nachfolger von Rolf Stoecker zum Vorstandsvorsitzenden beim Deutschen Ring berufen. 2000 wurde die Tochter OVB Holding in eine Aktiengesellschaft umgewandelt, da für diese der Börsengang vorgesehen war. Wenngleich dieser zunächst nicht vollzogen wurde, leitete Fauter eine Reorganisation auch im Versicherungsgeschäft ein, in deren Zusammenhang einzelne Geschäftszweige an die Deutschlandtochter von Mehrheitseigner Baloise übergeben wurden. Dabei setzte er vor allem auf Digitalisierung und durch den Fokus auf bestimmte Produktgruppen sollte dennoch insbesondere die Vertriebsorganisation um 50 % auf 1200 Mitarbeiter wachsen. Zudem initiierte er mit dem Verkauf von Versicherungspolicen über den Bertelsmann Lesering ab dem Frühjahr 2003 einen neuen Vertriebskanal. 2005 begann unter seiner Leitung zudem die Expansion nach Osteuropa, hierzu wurde eine Niederlassung in Bratislava gegründet. Ende 2006 folgte eine Niederlassung in Prag.
Im November 2008 kündigte die Baloise an, das Deutschlandgeschäft neu zu strukturieren und dabei zentral aus dem Gruppensitz in Bad Homburg vor der Höhe steuern zu wollen. Dabei wurde Fauter als Vorstandsvorsitzender der Deutscher-Ring-Gesellschaften freigestellt und durch Frank Grund ersetzt, lediglich bei der als Versicherungsverein auf Gegenseitigkeit organisierten Krankenversicherungsgesellschaft blieb er im Amt. In der Folge kam es zu gerichtlichen Auseinandersetzungen zwischen Baloise und dem Krankenversicherer. Im Januar 2009 initiierte Fauter mit Reinhold Schulte den Zusammenschluss des Krankenversicherers mit Signal Iduna, dort übernahm er den stellvertretenden Vorsitz. 2010 wurde die Aufspaltung des Deutschen Rings vollzogen und die Krankenversicherung ging im Gleichordnungskonzern Signal Iduna auf. Ende 2010 schied Fauter nach Abschluss der Integration aus dem Vorstand der Signal Iduna aus.
Im Dezember 2013 wurde Fauter Aufsichtsratsvorsitzender beim Handball Sport Verein Hamburg. Beim mit finanziellen Problemen kämpfenden Bundesligisten trat er im folgenden Sommer von seinem Amt zurück.